# Carlos de Andrés Perdiguer
Carlos de Andrés Perdiguer (Barcelona, 21 september 1965) is een Catalaans sportjournalist en was van 2008 tot 2020 directeur van het Spaans sportkanaal Teledeporte. Hij is sportcommentator bij wielerwedstrijden van de Televisión Española.

## Biografie
Carlos de Andrés Perdiguer begon eind jaren 80 op de motor en bij de eindstreep met het becommentariëren van wielerwedstrijden en het afnemen van interviews. Vanaf 2000, na de dood van Pedro González Menéndez, werd hij commentator gedurende vrijwel het hele wielerseizoen. Vanaf 2005 becommentarieerde hij enkel de Ronde van Italië, de Ronde van Frankrijk, de Ronde van Spanje en de wereldkampioenschappen wielrennen (met uitzondering van 2009, toen hij de wereldkampioenschappen niet voor zijn rekening nam). Sinds 2008 is hij opnieuw sportcommentator van wielerwedstrijden als de Waalse Pijl, Parijs-Roubaix en de Driedaagse Brugge-De Panne.